# Chiesa della Madonna della Pace (Torrita di Siena)
La chiesa della Madonna della Pace è un edificio religioso situato fuori porta Gavina a Torrita di Siena in provincia di Siena.
Deve il suo nome alla pace del 1552, anno in cui fu edificata la chiesa.

## Descrizione
La struttura presenta una forma a croce latina ed è ben visibile il rivestimento esterno di mattoni rossi; questo luogo di culto conteneva vari e famosi dipinti, tra cui la Madonna con angeli e santi di Domenico Manetti, poi trasferiti per essere restaurati e oggi nella chiesa delle Sante Flora e Lucilla.
Nel corso della storia la chiesa è stata più volte adibita ad alloggio per truppe di passaggio; inoltre nella prima guerra mondiale, venne usata come magazzino, mentre nella seconda fu occupata dai tedeschi.
A metà del Novecento è stata restaurata ad opera di don Giulio Savelli, recuperando per intero il campanile e dotandolo di due campane.